# Cubaanse kentekenplaat
Cubaanse kentekenplaten hebben verschillende kleuren.
Sinds mei 2013 worden de huidige gekleurde kentekenplaten die sinds 2002 in gebruik zijn vervangen door witte kentekenplaten. 

## Identificatie
Cubaanse kentekenplaten (2002-2013) bevatten 3 letters en 3 nummers. De kleur van de plaat geeft een indicatie van de sector waar het voertuig gebruikt wordt; bijvoorbeeld of het een leger-, overheids- of privévoertuig is. De blauwe, gele en oranje platen hebben een nummer (0 t/m 9) onderin, dit geeft het type voertuig aan. Motorfietsen hebben een kleiner formaat kentekenplaat.

## 1e letter
De eerste letter geeft aan in welke provincie het voertuig geregistreerd is. Tot 2011 was de "B" in gebruik bij de voormalige provincie La Habana.
Uitzondering vormden de kentekenplaten van huurauto's, die altijd met een T beginnen, en de diplomatieke kentekenplaten. De diplomatieke kentekenplaten hebben aan de onderzijde de letter D = Ambassade; C = Consulaat of E = andere status.
| Provincie           | 1e letter kentekenplaat |
| ------------------- | ----------------------- |
| Pinar del Río       | P                       |
| Mayabeque           | B                       |
| Ciudad de La Habana | H                       |
| Matanzas            | M                       |
| Cienfuegos          | F                       |
| Villa Clara         | V                       |
| Sancti Spiritus     | S                       |
| Ciego de Ávila      | A                       |
| Camagüey            | C                       |
| Las Tunas           | T                       |
| Granma              | G                       |
| Holguín             | O                       |
| Santiago de Cuba    | U                       |
| Guantánamo          | N                       |
| Isla de la Juventud | I                       |

## kleur van de kentekenplaat
| kleur  | groep             | kenteken | motorfiets |
| ------ | ----------------- | -------- | ---------- |
| blauw  | staatsvoertuigen  |          |            |
| geel   | privé voertuigen  |          |            |
| rood   | huurvoertuigen    |          |            |
| bruin  | diverse bedrijven |          |            |
| oranje | kerken            |          |            |
| groen  | leger             |          |            |
| zwart  | diplomatiek       |          |            |

## Witte kentekenplaten sinds mei 2013
Sinds mei 2013 zijn de nieuwe kentekenplaten wit van kleur. De staatsplaten hebben een blauwe balk links. Kentekenplaten van het leger zijn nog steeds groen.
| Letter | groep                       | kenteken | motorfiets |
| ------ | --------------------------- | -------- | ---------- |
| B      | staatsvoertuigen            |          |            |
| T      | huurvoertuigen              |          |            |
| K      | kerken en diverse bedrijven |          |            |
| P      | Privévoertuigen             |          |            |
| D      | Diplomatiek                 |          |            |